# (55477) Soroban
(55477) Soroban ist ein Asteroid des äußeren Hauptgürtels. Er wurde am 18. Oktober 2001 vom japanischen Amateurastronomen Hiromu Maeno am Observatorium in Shishikui (IAU-Code 342) entdeckt. Shishikui ist 2006 in Kaiyō aufgegangen und liegt in der Präfektur Tokushima auf der Insel Shikoku.
Der mittlere Durchmesser des Asteroiden wurde mit circa 8 km berechnet, die Albedo von 0,068 (±0,013) weist auf eine dunkle Oberfläche hin.
Mittlere Sonnenentfernung (große Halbachse), Exzentrizität und Neigung der Bahnebene des Asteroiden entsprechen in etwa der Themis-Familie, einer Gruppe von Asteroiden, die nach (24) Themis benannt wurde.
(55477) Soroban wurde am 21. Juli 2005 nach dem Soroban benannt, dem japanischen Abakus.